# Ujazdów (powiat włodawski)
Ujazdów – wieś w Polsce położona w województwie lubelskim, w powiecie włodawskim, w gminie Hańsk.
| SIMC    | Nazwa     | Rodzaj    |
| ------- | --------- | --------- |
| 0103792 | Mieżychód | część wsi |
| 0103800 | Reputka   | część wsi |

W latach 1975–1998 miejscowość należała administracyjnie do województwa chełmskiego.
Wieś stanowi sołectwo gminy Hańsk. Według Narodowego Spisu Powszechnego z roku 2011 wieś liczyła 172 mieszkańców.